# Innocence
«Innocence» — песня немецкой поп-рок-группы Fools Garden из альбома Who Is Jo King?. Она была выпущена на сингле 14 сентября 2012 года для продвижения альбома. Также песня исполнялась группой в 2012 году на концертных выступлениях, предшествующих выходу Who Is Jo King?.
На обложке сингла изображён мальчик с револьвером в правой руке — это детская фотография вокалиста группы Петера Фройденталера.

## О песне
Песня записывалась в июне 2012 года. Существуют два варианта песни: альбомный, который был записан совместно с камерным оркестром Бабельсберга, а также адаптация песни для радиостанций. Обе версии песни были выпущены на сингле.

«Это песня о той легкости, которую мы все, к сожалению, так или иначе теряем в определенный момент жизни. И о том, как важно сохранить детскую открытость и чистоту восприятия мира, когда мы становимся взрослыми».
— Петер Фройденталер и Фолькер Хинкель о песне.
В немецком музыкальном онлайн-журнале Mix1 высоко оценили песню, указав, что сингл увеличивает чувство предвкушения перед выходом нового альбома. В обзоре Who Is Jo King? написали, что в песне есть и лёгкость звучания, и философия жизни. В отзыве от BB RADIO предположили, что песню ожидает большой чартовый успех, несмотря на то, что голос Петера Фройденталера в песне имеет мало общего с вокальными партиями в главном хите группы — «Lemon Tree». Композиция была охарактеризована как «качающая и чрезвычайно танцевальная». Песня заняла пиковую позицию в чарте радиостанции SW3.
К песне также был снят видеоклип, который участники группы создали самостоятельно.

## Список композиций
| №                   | Название                    | Текст песни                         | Музыка                                           | Длительность |
| ------------------- | --------------------------- | ----------------------------------- | ------------------------------------------------ | ------------ |
| 1.                  | «Innocence (Radio Edit)»    | Фолькер Хинкель, Петер Фройденталер | Fools Garden                                     | 2:56         |
| 2.                  | «Innocence (Album Version)» | Фолькер Хинкель, Петер Фройденталер | Fools Garden, Deutsches Filmorchester Babelsberg | 3:09         |
| Общая длительность: | Общая длительность:         | Общая длительность:                 | Общая длительность:                              | 6:05         |

## Участники записи
- Петер Фройденталер — вокал, бэк-вокал, клавишные, композитор
- Фолькер Хинкель — гитара, бэк-вокал, композитор
- Дирк Блюмлейн — бас-гитара, бэк-вокал
- Клаус Мюллер — ударные, бэк-вокал
- Камерный оркестр Бабельсберга — оркестровая аранжировка